# 大槻裕一
大槻 裕一（おおつき ゆういち、本名:赤松裕一、1997年（平成9年）9月2日 - ）は、 シテ方観世流の能楽師である。

## 概説
1997年（平成9年）、赤松禎友の長男として大阪市に生まれる。大槻文蔵に師事し、2000年（平成12年）に『老松』の仕舞を勤めて初舞台。2005年（平成17年）に『俊成忠度」で初シテ。2009年（平成21年）に『千歳』、2011年（平成23年）には『石橋』赤獅子を披く。2013年（平成25年）、15歳の時に大槻文蔵の芸養子となり、大槻裕一を襲名、亀井忠雄にも師事。2015年（平成27年）には『乱』を披き、2022年には能狂言『鬼滅の刃』で主役を勤めた。2023年（令和5年）に咲くやこの花賞、2024年（令和6年）に大阪文化祭奨励賞を受賞している。同志社大学卒。

## 略歴
- 1999年（平成11年）- 仕舞『老松』にて初舞台[13]。以降、『壇風』、『烏帽子折』など数多くの子方に出演する[14]。
- 2005年（平成17年）- 能『俊成忠度』にて初シテ[9]。
- 2009年（平成21年）- 『翁』千歳を披く[13]。同年に能『海士」の子方にて子方終了[14]。
- 2011年（平成23年）- 『石橋』赤獅子を披く[13]。
- 2013年（平成25年）- 『翁父之尉延命冠者』の延命冠者にて初面[9]。同年に大槻文藏の芸養子となる[9]。
- 2014年（平成26年）- 自ら企画・出演する大坂城本丸薪能を初開催[14]。
- 2015年（平成27年）- 師父と主催する大槻文藏裕一の会を初開催[8]。同年に『乱』を披く[14]。
- 2022年（令和4年）- 能狂言『鬼滅の刃』竈門炭治郎・竈門禰豆子役にて出演[13]。
- 2023年（令和5年）- 『道成寺』を披く[13]。咲くやこの花賞受賞[14]。
- 2024年（令和6年）- 大阪文化祭奨励賞受賞[12]。

## 出演

### テレビ
- 2014年10月 NHK『ゆうどき 関西発』
- 2016年12月 ABC『スタンダップ！』
- 2018年7月　KTV『オモイカケル』

## 脚註

### 註釈
1. ↑  赤松禎友はシテ方観世流の能楽師で、重要無形文化財総合認定保持者である[3]。大槻文蔵の父・大槻秀夫に師事した[4]。